# Culex quinquefasciatus
Culex quinquefasciatus är en tvåvingeart som beskrevs av Thomas Say 1823. Culex quinquefasciatus ingår i släktet Culex, och familjen stickmyggor. Inga underarter finns listade. Arten är en vektor som bland annat sprider västnilviruset.